# Лебедки (Северо-Казахстанская область)
Лебедки (каз. Лебедки) — упразднённое село в Кызылжарском районе Северо-Казахстанской области Казахстана. Упразднено в 2019 г. Входило в состав Налобинского сельского округа. Код КАТО — 595053300.
В 3 км к северо-западу от села находится озеро Лебедёнок.

## Население
В 1999 году население села составляло 19 человек (8 мужчин и 11 женщин). По данным переписи 2009 года, в селе проживало 15 человек (6 мужчин и 9 женщин).